# Wahhabismo

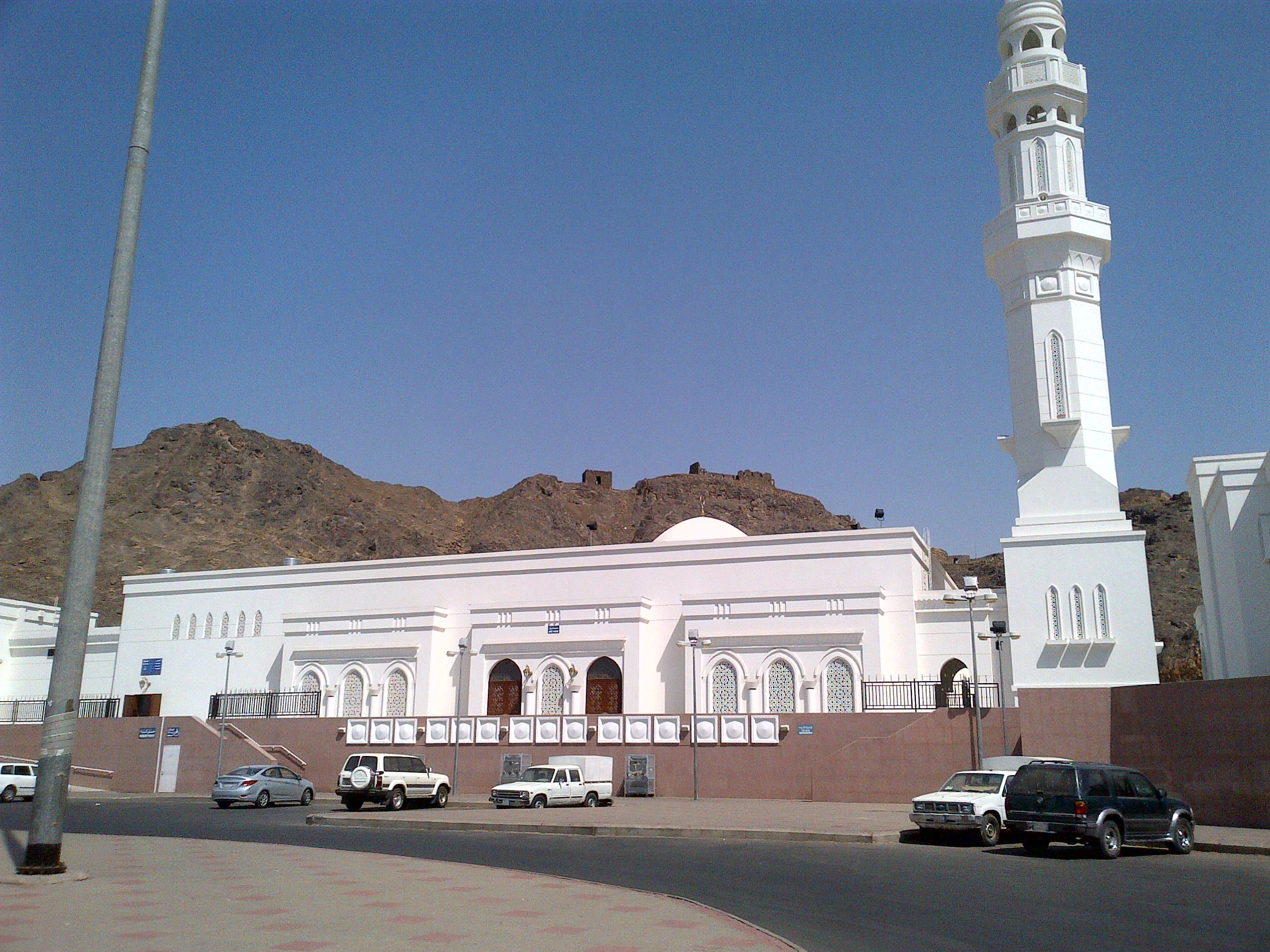
Moschea wahhabita

Il wahhabismo è un movimento di riforma religiosa sviluppatosi alla metà del XVIII secolo nel Najd, un'area desertica al centro della penisola arabica, socialmente, culturalmente ed economicamente poco sviluppata rispetto ai principali centri del mondo islamico dell'epoca. I suoi presupposti possono essere rinvenuti nell'onda lunga di un movimento di riforma religiosa partito dall'area Indo-Pacifica del mondo musulmano. Questo movimento predicava in generale un ritorno al testo coranico. Il suo fondatore eponimo Muḥammad ibn ʿAbd al-Wahhāb (al-ʿUyayna, Najd, 1703 - Dirʿiyya, presso Riyāḍ, 1792), era figlio di ʿAbd al-Wahhāb, un qadi di scuola hanbalita che esercitava al-ʿUyayna.
Sebbene sia definito spesso come "arcaico", "ultraconservatore", "austero", il wahhabismo è prima di tutto un movimento letteralista che ha predicato fin dalle sue origini un ritorno alle fonti coraniche attraverso l'eliminazione di ogni interpretazione del testo in quanto attributo di Allah. Anche se elaborato a partire da un contesto religioso di stampo hanbalita, il wahhabismo ha però combattuto il fiqh dei madhhab tradizionali in nome di un assoluto monoteismo fedele all'unico principio del tawḥīd. Interprete della più intransigente palingenesi islamica, il Wahhabismo è stato il credo dominante nella penisola arabica e dell'attuale Arabia Saudita. Esso costituisce una forma estremamente rigida dell'Islam, che insiste su un'interpretazione letteralista del Corano.

## Dati statistici
Nel secondo decennio del XXI secolo la maggioranza dei wahhabiti si trova in Qatar, negli Emirati Arabi Uniti e in Arabia Saudita.
 In Qatar i wahhabiti costituiscono il 46,87% dei fedeli e negli EAU il 44,8%, a fronte dell'appena 5,7% degli abitanti del Bahrein e del 2,7% dei cittadini del Kuwait. Le stime sono tuttavia soggette a una qualche variazione, tanto che Michael Izady parla di 5 milioni di wahhabiti nella regione del Golfo Persico (a fronte dei 28,5 milioni di sunniti non wahhabiti e degli 89 milioni di sciiti), mentre altre fonti forniscono cifre minori per lo sciismo, senza indicare tuttavia il numero di wahhabiti. Il 15% dei cittadini sauditi è sciita.

## Storia
Di formazione giuridica e teologica neo-hanbalita, particolarmente influenzato dalla dottrina espressa da Ibn Taymiyya (ma del tutto erroneo e fuorviante sarebbe prospettare un'equivalenza fra hanbalismo e wahhabismo), Muḥammad ibn ʿAbd al-Wahhāb si recò da giovane dalla nativa regione del Najd (attuale Arabia Saudita) a Medina, Basra, Baghdad, in Iran, e al Cairo e, tornato infine nella penisola arabica, si stabilì nell'oasi di al-ʿUyayna dove entrò in contatto amichevole con l'emiro Muḥammad b. Saʿūd, fondatore della casa di Āl Saʿūd.
Spostatosi a Dirʿiyya, egli guadagnò alla sua visione del mondo il figlio dell'emiro e nel 1744 Ibn ʿAbd al-Wahhāb e Muḥammad b. Saʿūd si giurarono fedeltà reciproca, con l'intento di realizzare una comune azione per il rinnovamento dei costumi che entrambi giudicavano eccessivamente rilassati.
L'alleanza fra il leader religioso e il signore della città fu la pietra angolare di quello che sarebbe divenuto, molto tempo dopo, il regno saudita. Ma fu anche la ragione della diffidenza che la Wahhābiyya suscitò nell'Impero ottomano. Infatti il sultano di Costantinopoli chiese a Mehmet Ali, governatore dell'Egitto, di eliminare i wahhabiti, allorché i Saʿūd si impadronirono nel 1801 della città santa sciita irachena di Kerbela - in cui aveva trovato la morte nel 680 il nipote di Maometto, al-Ḥusayn b. ʿAlī - e delle città sante di Mecca e Medina (1803-1806), con una serie di pesanti azioni di guerriglia che - senza decisivi risultati - furono contrastate con il massimo dell'impegno dai vari chedivè egiziani che avevano la "tutela" dei Luoghi Santi del Ḥijāz.

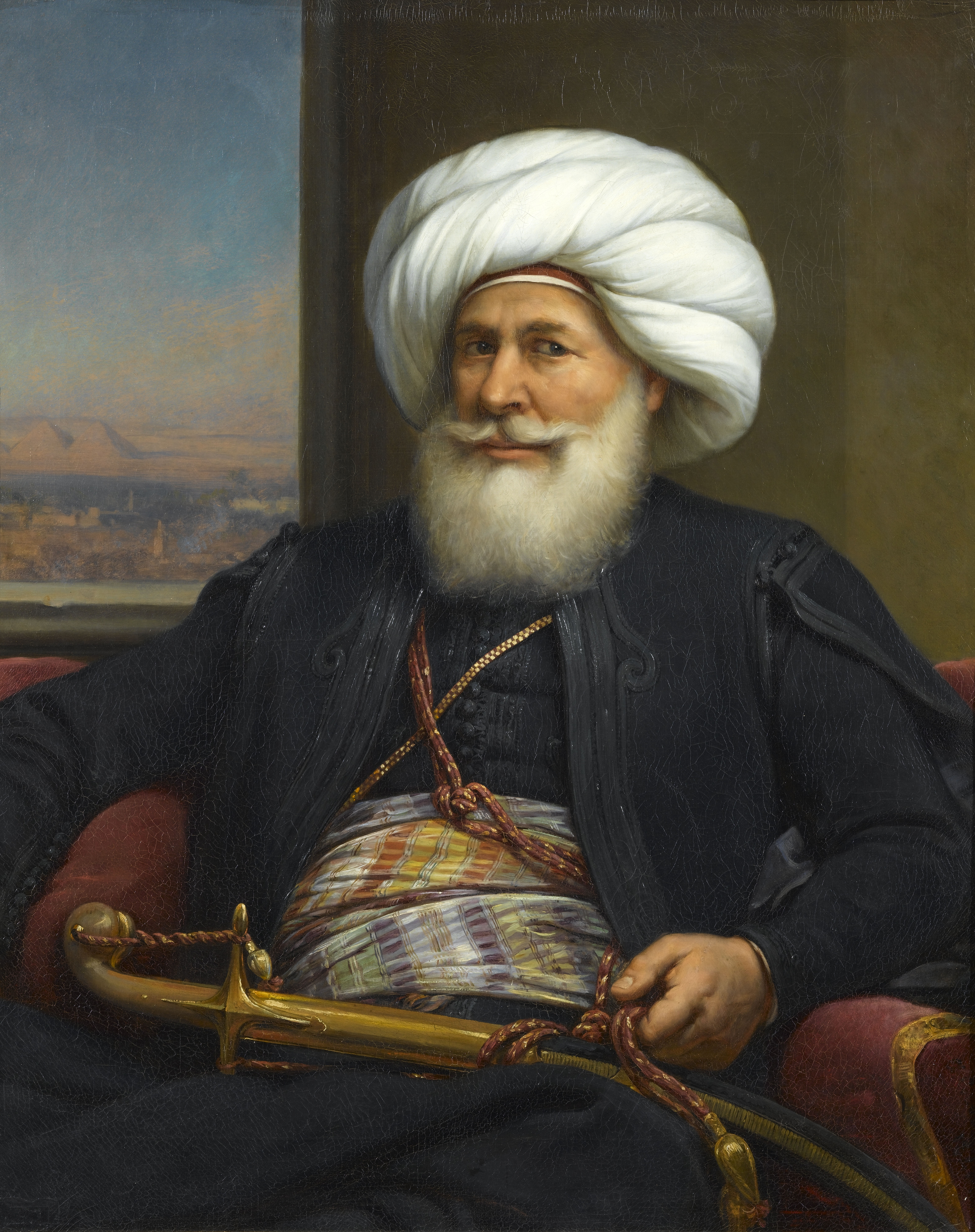
Muḥammad ʿAlī Pascià.

Muḥammad ʿAlī Pascià nominò suo figlio Aḥmad Ṭūsūn Pascià (1793-1816), di appena diciassette anni, generale comandante di quella campagna militare. Essa si mosse dal porto di Suez il 3 settembre 1811 e si impadronì facilmente del porto arabo di Yanbuʿ in quell'anno stesso e di Medina nel 1812 e della Mecca nel 1813.
La campagna militare ebbe quindi pieno successo, ma i seguaci dell'Āl Saʿūd, dopo la partenza degli egiziani, riuscirono a ricostituire uno Stato fortemente caratterizzato dalla religione islamica, così come essi la interpretavano.
Una seconda spedizione si mosse tra il 1813 e il 1815. Durante questa campagna, Muḥammad ʿAlī Pascià compì il pellegrinaggio (Ḥajj) e supervisionò le operazioni militari condotte dal figlio Ṭūsūn. Il terzo imam saudita, Saʿūd b. ʿAbd al-ʿAzīz b. Muḥammad fu ucciso sotto le mura di Ta'if a dicembre del 1814 e il potere passò nelle mani dello zio ʿAbd Allāh, dal momento che nessuno dei dodici figli di Saʿūd b. ʿAbd al-ʿAzīz si trovava nelle condizioni di età di succedere al padre. I wahhabiti non poterono resistere all'offensiva egiziana e furono sconfitti a Kulakh il 10 gennaio 1815. Il quarto imam ʿAbd Allāh b. Saʿūd depose le armi e dovette accettare un trattato umiliante, ma riuscì a conservare il Najd e la sua capitale di Dirʿiyya.
Una terza spedizione egiziana fu inviata in Arabia nel 1816, comandata da Ibrāhīm Pascià, altro figlio (forse adottivo) del chedivè. Dopo una campagna assai difficile, l'esercito egiziano distrusse la capitale Dirʿiyya il 3 settembre 1818, catturò l'imam Sulaymān, nipote di Muḥammad ibn ʿAbd al-Wahhāb, che fu fucilato, e ʿAbd Allāh b. Saʿūd, che fu inviato al sultano ottomano Mahmud II; questi lo fece decapitare ed espose il suo cadavere sulla piazza pubblica a Istanbul, ma certi membri della famiglia di Saʿūd riuscirono a fuggire verso altre regioni della penisola arabica.
L'imam Turki ibn ʿAbd Allāh b. Saʿūd riuscì a dare vita nel 1824 al secondo Stato wahhabita, con Riad per capitale. La famiglia rivale degli Āl Rashīd approfittò delle lotte intestine in seno all'Āl Saʿūd per mettere fine a questo secondo Stato e impadronirsi del potere a Riyad, questa volta con l'aiuto dei turchi ottomani nel 1892. L'Impero britannico, che sperava di vedere l'uscita dell'impero ottomano dall'Arabia, strumentalizzò il wahhabismo ai suoi fini geopolitici. Garantì un forte appoggio a questo movimento nella sua opera di conquista della regione araba e aiutò il Wahhabismo a espandersi colà. Nel 1902 ʿAbd al-ʿAzīz b. ʿAbd al-Raḥmān b. Fayṣal Āl Saʿūd, dell'antica famiglia regnante rifugiatasi in Kuwait, riconquistò Riyad, poi l'intero Najd tra il 1902 e il 1912, prima di mettere le mani sul Hijaz e di prendere il controllo della Mecca il 14 ottobre 1924, di Medina il 5 dicembre dello stesso anno, di Gedda il 23 dicembre 1925 per dar finalmente vita al regno del Ḥijāz il 29 agosto 1926 e quello del Najd a maggio del 1927, che egli infine riunì il 22 settembre 1932 nel terzo Stato saudita: il regno dell'Arabia Saudita.
Il nuovo Stato adottò il Wahhabismo come dottrina ufficiale, giustificando agli occhi del mondo islamico la sua legittimità con il possesso e il controllo dei due più importanti luoghi santi dell'Islam: La Mecca e Medina. Ma la sua influenza non sarebbe stata così duratura se il suo sottosuolo non avesse mostrato una straordinaria ricchezza di idrocarburi.

## Pensiero
Agli inizi la Wahhābiyya era soltanto uno dei tanti tentativi di ritorno alla pretesa purezza e al rigore delle origini dell'Islam. L'insegnamento del suo iniziatore era fondato sull'unicità di Dio (tawḥīd), sull'osservanza rigorosa del Corano e sulla severa condanna di alcune secolari consuetudini religiose (visita ai sepolcri di personaggi famosi, per esempio) che furono giudicate dai wahhabiti come contrarie al credo islamico e potenzialmente produttive di superstizione e di idolatria.
Rigorosamente ostile a ogni interpretazione personale (ra'y) dei giurisperiti musulmani, il wahhabismo (come ogni movimento neo-hanbalita) guarda con sospetto anche le pratiche del sufismo ed è a favore di una lettura essoterica della sharīʿa, seguendo la dottrina del "bi-lā kayfa".
Il wahhabismo è stato accusato di costituire "una fonte di terrorismo globale", e di aver provocato disunione nella comunità islamica, bollando i musulmani non wahhabiti (la maggioranza schiacciante dei sunniti e gli sciiti) di apostasia (takfir), aprendo così la strada per il loro "versamento di sangue".
Il wahhabismo è stato criticato per la distruzione di siti storici, santuari e mausolei, e altre costruzioni islamiche e non islamiche e dei loro manufatti. I "confini" di ciò che compone il wahhabismo sono stati definiti "difficili da individuare", ma nell'uso contemporaneo, i termini wahhabita e salafita sono spesso usati in modo intercambiabile e considerati come movimenti con radici diverse che si sono tuttavia fuse dal 1960 in poi. Il wahhabismo è stato definito anche come "un particolare orientamento all'interno del Salafismo", o una branca saudita ultraconservatrice del Salafismo.
Benché fortemente mediatizzato, il pensiero wahhabita resta fortemente minoritario e differisce o addirittura si contrappone alla maggior parte delle altre dottrine islamiche: esso mira particolarmente a una pratica religiosa puramente ritualista, basata su un taqlid e un Ijtihad fortemente orientati in senso letteralistico, e che pone in secondo piano alcuni aspetti della giurisprudenza islamica, così come essa è venuta stratificandosi da secoli. I wahhabiti respingono tutte le altre correnti dell'Islam che non seguano scrupolosamente e acriticamente i loro dogmi, biasimandole come eretiche. Gli sciiti e i sufi non sono considerati dal wahhabismo veri "credenti".
Grazie all'alleanza sancita dal vincolo matrimoniale con Ibn ʿAbd al-Wahhāb, la monarchia saudita si è sempre sentita chiamata a proporre un regime di tipo tradizionale quanto ad assetti politici interni e a costumi (rigida separazione dei sessi). Per questo essa non ha mai sentito alcun bisogno di adottare una Costituzione che ne potesse limitare e controllare i poteri assoluti né di avviare un reale processo di codificazione giuridica. Gli stessi organismi politici rappresentativi non sono espressi da apposite elezioni cui concorra una qualche varietà di partiti ma dalla benevola scelta discrezionale operata nella società dalla famiglia saudita che, in politica estera, ha mantenuto peraltro un costante orientamento filo-occidentale.
Il richiamo ai valori islamici più restii ad accogliere il prodotto delle complesse e raffinate elaborazioni proposte nei secoli dal pensiero non-hanbalita e gli orientamenti politici filo-statunitensi affermatisi nel regno dopo la seconda guerra mondiale sono diventati, specie dopo la guerra dei sei giorni, oggetto di profonda riflessione, discussione e persino di contestazione all'interno del regno.
Forte rimane l'influenza del wahhabismo sui movimenti militanti contemporanei arabi e islamici che si propongono di disegnare nuovi equilibri geo-strategici planetari in funzione dell'eccellenza del modello islamico, ma problematico rimane un giudizio non di parte sulla sua positività o negatività, anche se il pensiero hanbalita sembra possedere (almeno in teoria) alcuni validi strumenti metodologici per affrontare positivamente, con l'arma dialettica dell'ijtihād (per lo più negato, a livello puramente teorico, dal resto dell'Islam sunnita), lo spinoso e finora non compiutamente risolto problema del rapporto fra modernità e Islam.